# Fernando Meneses
Fernando Andrés Meneses Cornejo (Maule, 1985. augusztus 27. –) chilei labdarúgó, a mexikói Veracruz középpályása.